# Jeremiasz Łomnicki
Jeremiasz Łomnicki, imię zakonne Jan (ukr. Єремія Іван Ломницький ЧСВВ) (ur. 8 lutego 1860 w Kawsku, zm. 3 lipca 1916 w Symbirsku) – duchowny greckokatolicki, bazylianin, misjonarz, założyciel żeńskiego Zgromadzenia Sióstr Służebnic Niepokalanej Panny Maryi, Sługa Boży Kościoła katolickiego.

## Życiorys
Urodził się w kapłańskiej rodzinie ks. Michała Łomnickiego i Maryi z d. Haszczyc (był ich najstarszym synem).
W latach 1870–1876 uczęszczał do gimnazjum Lwowskiego, a potem do gimnazium w Drohobyczu. Swoją naukę kontynuował w seminarium nauczycielskim we Lwowie, po ukończeniu pracował jako nauczyciel. 28 września 1882 wstąpił do nowicjatu Ojców Bazylianów w Dobromilu, gdzie przyjął imię zakonne Jeremiasz, potem rozpoczął studia filozoficzno-teologiczne u oo. Jezuitów; święcenia kapłańskie otrzymał 17 stycznia 1886 z rąk biskupa Jana Stupnickiego, ordynariusza w Przemyślu i był skierowany do Ławrowa, gdzie obejął posadę dyrektora szkoły bazyliańskiej. W latach 1889–1891 studiował teologię w Krakowskim Kolegium Jezuickim, potem wykładał język ukraiński i historię w Dobromilu, w 1891 był w Żółkwi, skąd wyprawił się na swoje pierwsze misje ludowe do Żużela k. Krystynopola, gdzie w 1892 założył Zgromadzenie Sióstr Służebnic Niepokalanej Panny Maryi.
W latach 1892–1893 – spowiednik, kaznodzieja i misjonarz w klasztorze św. Onufrego we Lwowie; 1894 – dyrektor czteroletniej szkoły ludowej w Buczaczu, potem – wykładowca teologii moralnej w Krystynopolu, i przewodnik duchowny nowicjatu Sióstr Służebnic. W 1895-1898 został pierwszym przełożonym w Michajłowce oraz dyrektorem referatu misyjnego Prowincji Galicyjskiej OO. Bazylianów. W 1898 – misjonarz w Żółkwi, 1901 – konsultor i misjonarz we Lwowie, 1901 – przełożony i proboszcz w Krasnopuszczy, kaznodzieja, ekonom i misjonarz w Ułaszkowcach, 1905-1907 – wikariusz klasztoru, kaznodzieja i misjonarz w Drohobyczu, w latach 1904-1908 odbył kilka podróży misyjnych do Rosji (Petersburg, Moskwa, Smoleńsk, Saratow, Symbirsk).
W latach 1907–1915 obejmował posadę rektora Seminarium Duchownego w Stanisławowie (obecny Iwano-Frankiwsk. Oprócz funkcji rektora wykładał teologię pastoralną, metodologię, katechetykę, retorykę oraz homiletykę. Doskonale znał język francuski oraz teologię moralną, miał pojęcie o wszystkich pracach filozoficznych i teologicznych, co drukowali się w ówczesnych wydaniach drukowych. Zawsze ciekawił się sprawami swoich kleryków, codziennie kierował ku nim pouczania duchowne stosownie życia seminaryjnego oraz celu powołania kapłańskiego.
Wraz z o. Platonidem Filasem ułożył pierwszy modlitewnik dla młodzieży pt. „Gościniec” (ukr. Гостинець). Ten modlitewnik był bardzo znany wśród ludności Galicji. Wydanie pierwsze modlitewnika stanowiło 10 tys. egz., i dzisiaj należy do rarytastów bibliograficznych. Potem pojawiło się jeszcze 6 wydań, ogółem liczba wydanych egzemplarzy stanowiła 190 tysięcy. Pisał artykuły do czasopism „Wiadomości teologiczne” (ukr. Богословський вісник), „Niwa” (ukr. Нива), co wydawali się we Lwowie.
W 1915 był wywieziony przez władzę carską do Symbirska, gdzie umarł dnia 3 lipca 1916 wskutek zapalenia pluc.
5 kwietnia 2009 w Iwano-Frankiwsku rozpoczął się proces beatyfikacyjny Sługi Bożego o. Jeremiasza Łomnickiego OSBM.

## Źródła internetowe
- Servant of God Jeremiah Lomnytskyj - krótka biografia na stronie SSMI. ssmi.org. [zarchiwizowane z tego adresu (2018-04-07)]. (ang.).